# Узунколь (Узункольський район)
Узунко́ль (каз. Ұзынкөл) — село, центр Узункольського району Костанайської області Казахстану. Адміністративний центр Узункольського сільського округу.
Населення — 5171 особа (2021; 6378 у 2009, 6878 у 1999, 7805 у 1989).
До 1997 року село називалось Ленінське.